# Битва при Опшквити (1590)
Битва при Опшквити (груз.: ოფშკვითის ბრძოლა) — битва, произошедшая между войсками царя Имеретии Ростома, владетельным князем Мегрелии Манучаром I, и царем Картли Симоном I. Столкновение армий произошло у селения Опшквити.

## История
Симон I решил использовать кризис в Западной Грузии для укрепления своего влияния и дальнейшего присоединения этих земель с целью объединения распавшейся Грузии в одно целое.
Он был вовлечен в битву за господство над престолом Имеретии. Симона поддержала группа имеретинских вельмож.
С многочисленными войсками, Симон I двинулся на Имеретию, завоевав замки Сканда, Квари, Кацхи, Свери. Затем он взял город Кутаиси и разбил лагерь у села Опшквити (ныне муниципалитет Цхалтубо).
Услышал об этом царь Свимон, выступил в поход с большими силами, пушками и вооруженными войсками, перешел Лихи и вновь примкнули к нему имеры. Поэтому Ростом не смог противостать ему и снова бежал в Одиши. А царь Свимон взял крепости Сканда, Квара, Кацхи, Свери, поставил своих и подошел к Кутатиси [и] его тоже взял. Но когда царь Свимон узнал об уходе Ростома в Одиши, пошел на него, чтобы схватить его и занять Имерети прочно, ибо не было из их рода никого, кроме Ростома. И прибыл в Опшквити.Вахушти Багратиони, история царства Грузинского (жизнь Имерети)
Царь Имеретии Ростом бежал к князю Мегрелии Манучару I Дадиани.
Симон I, который был полон решимости присоединить Имеретию, потребовал выдачу Ростома, от чего Манучар отказался.
Тогда Дадиани прислал сказать: «Будем холопами твоими и пожалуй Ростому Имерети и будем покоряться тебе вечно». Но царь Свимон, возгордившись от множества побед, рассердился противодейством мегрелов и ответил с гневом: «Хочешь отдай Ростома и оставлю землю твою нетронутою, а если нет, приду и встречай в бою, если в силах». Услышав это, оскорбился Дадиани такой гордостью [царя], собрал войско и [взял с собой] Ростома вместе с некоторыми его имерами и на рассвете напал на царя Свимона. Царь Свимон был побежден и бежал в Картли, а Дадиани захватил добычу большую и пушки, отвез их в Одиши и привел Ростома и благословил в Кутатиси царем, взяли Кутатиси и крепости все и занял Ростом весь Имерети лета Христова 1590, грузинского 278.Вахушти Багратиони, история царства Грузинского (жизнь Имерети)
Манучар I и Ростом смогли отбросить имеретинских князей с Симоном I и внезапно напали на лагерь Симона I на рассвете.

## Итоги
Битва между кузенами закончилась поражением царя Картли, весь лагерь которого и содержимое остались добычей между Манучаром Дадиани и Ростомом. Позднее кузены примирились, обменявшись заложниками.
А потом помирились царь Ростом и царь Свимон, отдал [Ростом] пленных и крепостную стражу Свимону, а царь Свимон вернул заложников имеретских и царствовал сей Ростом в мире, ибо помогал ему Дадиани.Вахушти Багратиони, история царства Грузинского (жизнь Имерети)